# Fornas
Fornas (llamada oficialmente San Cristovo de Fornas) es una parroquia española del municipio de Chantada, en la provincia de Lugo, Galicia.

## Otras denominaciones
La parroquia también es conocida por el nombre de San Cristobo de Fornas.

## Organización territorial
La parroquia está formada por cinco entidades de población, constando tres de ellas  en el nomenclátor del Instituto Nacional de Estadística español:
- Ansoar
- Fornas de Baixo (Fornas de Abaixo)
- Fornas de Arriba
- Sobreira*
- Sobreira de Abaixo
- Sobreira de Arriba

## Demografía
| Gráfica de evolución demográfica de Fornas entre 2000 y 2019 |
|                                                              |
| Datos según el nomenclátor publicado por el INE.             |